# マインド・オブ・マイン
『マインド・オブ・マイン』（Mind of Mine）は、2016年にリリースされたゼインの1枚目のスタジオ・アルバムである。

## 収録曲
1. マインド・オブ・マイン（イントロ） - Mind of Mine (Intro)
2. ピロウトーク - Pillowtalk
3. イッツ・ユー　- It's You
4. ビフォア - Before
5. シー - She
6. ドランク - Drunk
7. インターミッション:フラワー　- Intermission: Flower
8. リア・ビュー - Rear View
9. ロング feat. ケラーニ - Wrong
10. フォール・フォー・ユー - Fool for You
11. ボーダーズ - Bordersz
12. トゥルース - Truth
13. ルコゼイド - Lucozade
14. TiO - TiO
15. ブルー - Blue
16. ブライト - Bright
17. ライク・アイ・ウッド - Like I Would
18. シー・ドント・ラヴ・ミー - She Don't Love Me

日本盤ボーナストラック
1. ドゥー・サムシング・グッド - Do Something Good
2. ゴールデン - Golden
3. ピロウトーク（ザ・リヴィング・ルーム・セッション）- Pillowtalk (The Living Room Sessions)